# Arte de inteligência artificial

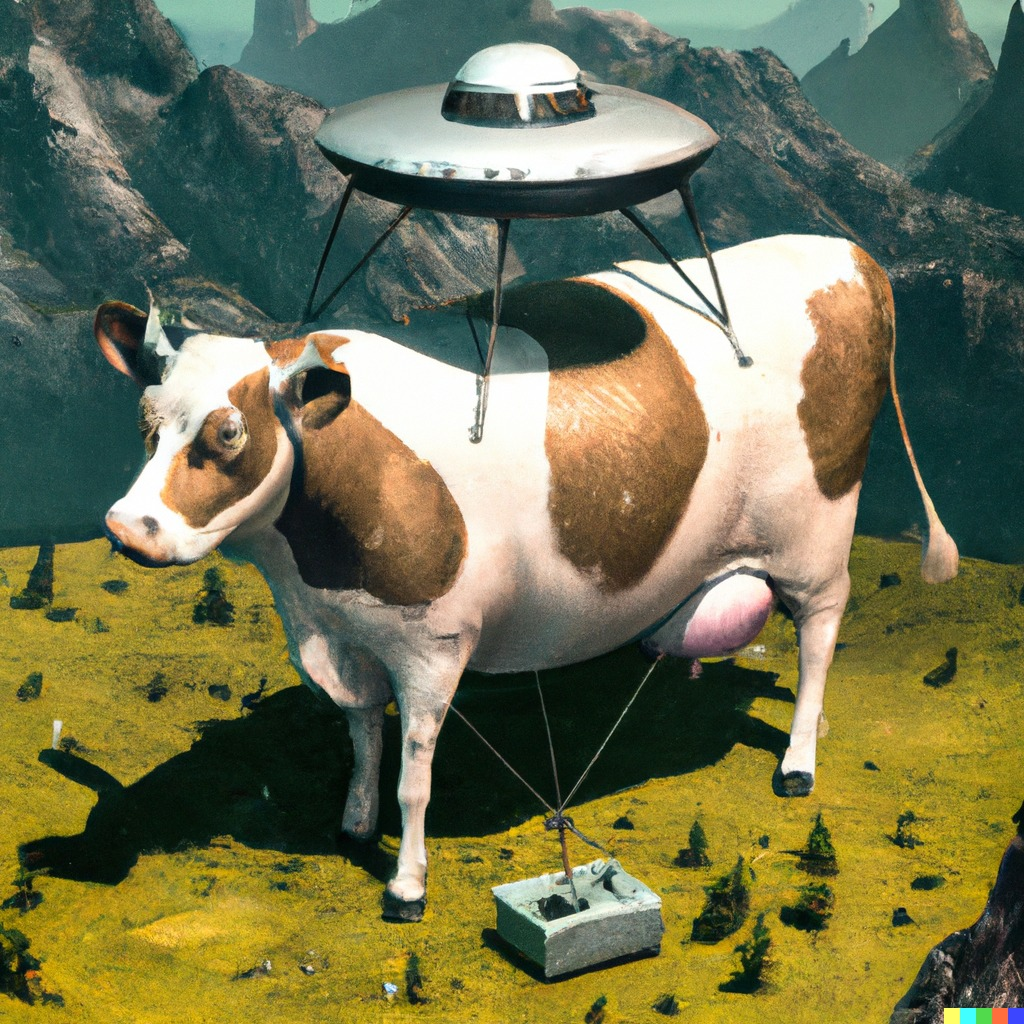
Uma imagem gerada pelo DALL-E 2 com base no prompt de texto "Arte da década de 1960 de uma vaca sendo abduzida por um OVNI no meio-oeste".

A "arte" de inteligência artificial é qualquer obra, especialmente imagens e composições musicais, criada com o uso de programas de inteligência artificial (IA), como modelos de texto para imagem e geradores musicais. Às vezes, ela é confundida com arte digital. Embora tanto imagens de IA quanto a arte digital envolvam o uso de tecnologia, a IA é caracterizada pelo uso de algoritmos generativos e técnicas de Aprendizado de máquina que podem produzir de forma autônoma, utilizando diretamente de imagens feitas por artistas humanos,
muitas vezes sem possuir as devidas permissões de direitos autoriais dos próprios.

## História inicial

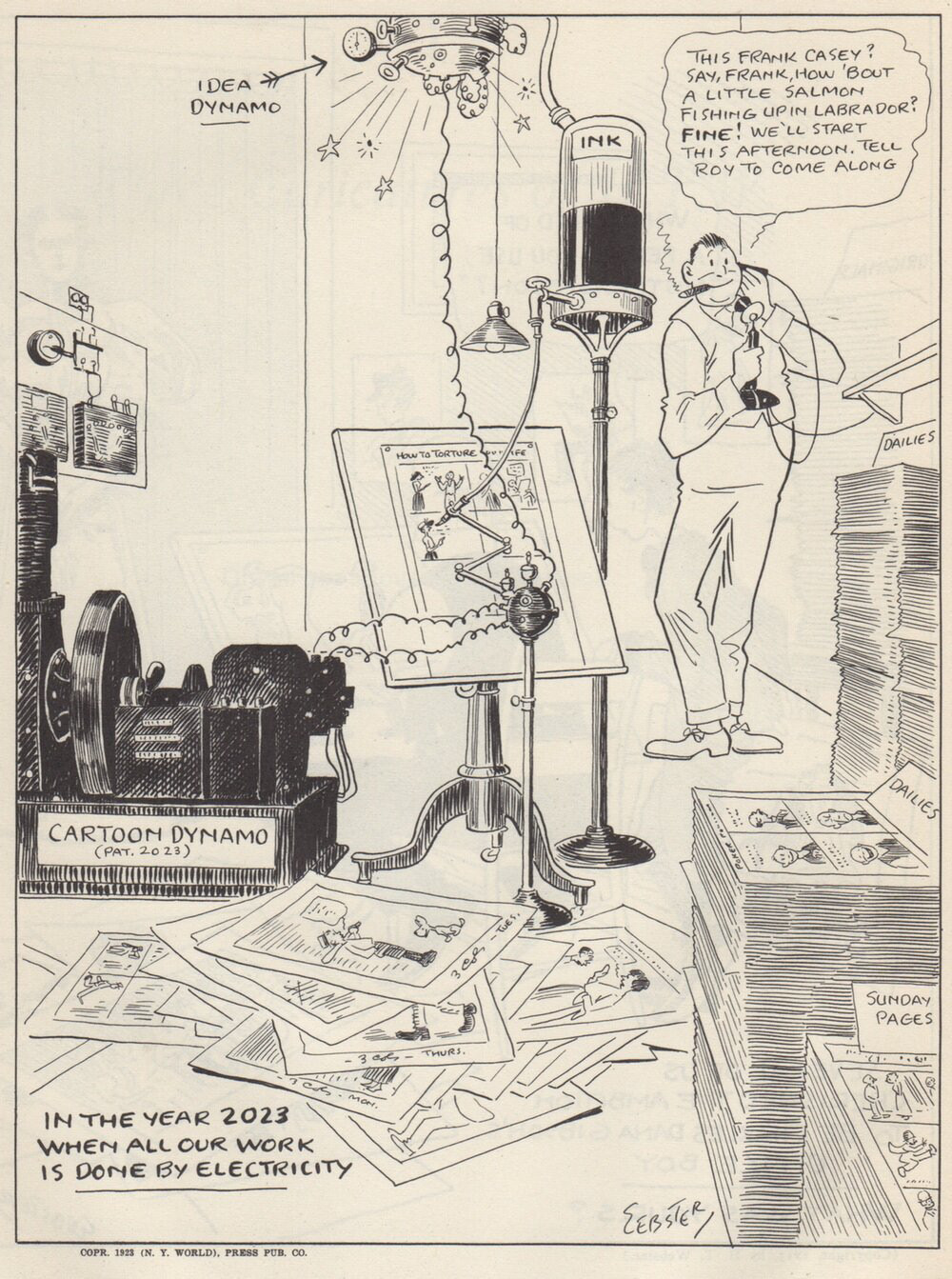
Nesta história em quadrinhos de 1923, H. T. Webster imagina com humor a vida de um cartunista em 2023, quando máquinas movidas a eletricidade podem produzir e executar ideias para desenhos animados.

O conceito de arte automatizada remonta pelo menos aos autômatos da antiga civilização grega, onde inventores como Dédalo e Heron de Alexandria foram descritos como tendo projetado máquinas capazes de escrever textos, gerar sons e tocar música. A tradição dos autômatos criativos floresceu ao longo da história, como o autômato de Maillardet, criado no início do século XIX.

A inteligência artificial foi fundada como uma disciplina acadêmica em 1956 e, nas décadas seguintes, passou por várias ondas de otimismo. Desde a sua fundação, os pesquisadores do campo da inteligência artificial levantaram argumentos filosóficos sobre a natureza da mente humana e as consequências éticas da criação de seres artificiais dotados de inteligência semelhante à humana; essas questões já foram exploradas pelo mito, pela ficção e pela filosofia desde a antiguidade.

## Ferramentas e processos

### Imagens

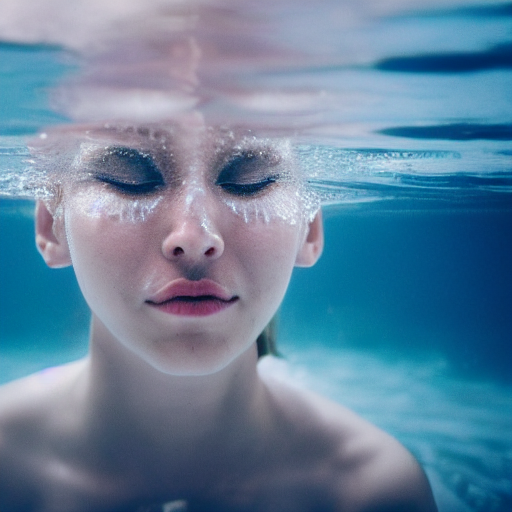
Imagem feita com Stable Diffusion.

Muitos mecanismos para a criação de imagens com IA foram desenvolvidos, incluindo a geração processual de imagens "baseada em regras" usando padrões matemáticos, algoritmos que simulam pinceladas e outros efeitos de pintura e algoritmos de aprendizagem profunda, como redes adversárias generativas (generative adversarial networks - GAN) e transformadores.
Um dos primeiros sistemas de arte de IA significativos é o AARON, desenvolvido por Harold Cohen no início do final da década de 1960 na Universidade da Califórnia em San Diego. O AARON é o exemplo mais notável de arte de IA na era da programação GOFAI devido ao uso de uma abordagem simbólica baseada em regras para gerar imagens técnicas. Cohen desenvolveu o AARON com o objetivo de poder codificar o ato de desenhar. Em sua forma primitiva, o AARON criava desenhos simples em preto e branco. Mais tarde, Cohen finalizava os desenhos pintando-os. Ao longo dos anos, ele também começou a desenvolver uma maneira de o AARON também pintar. Cohen projetou o AARON para pintar usando pincéis e tintas especiais que eram escolhidos pelo próprio programa sem a mediação de Cohen.

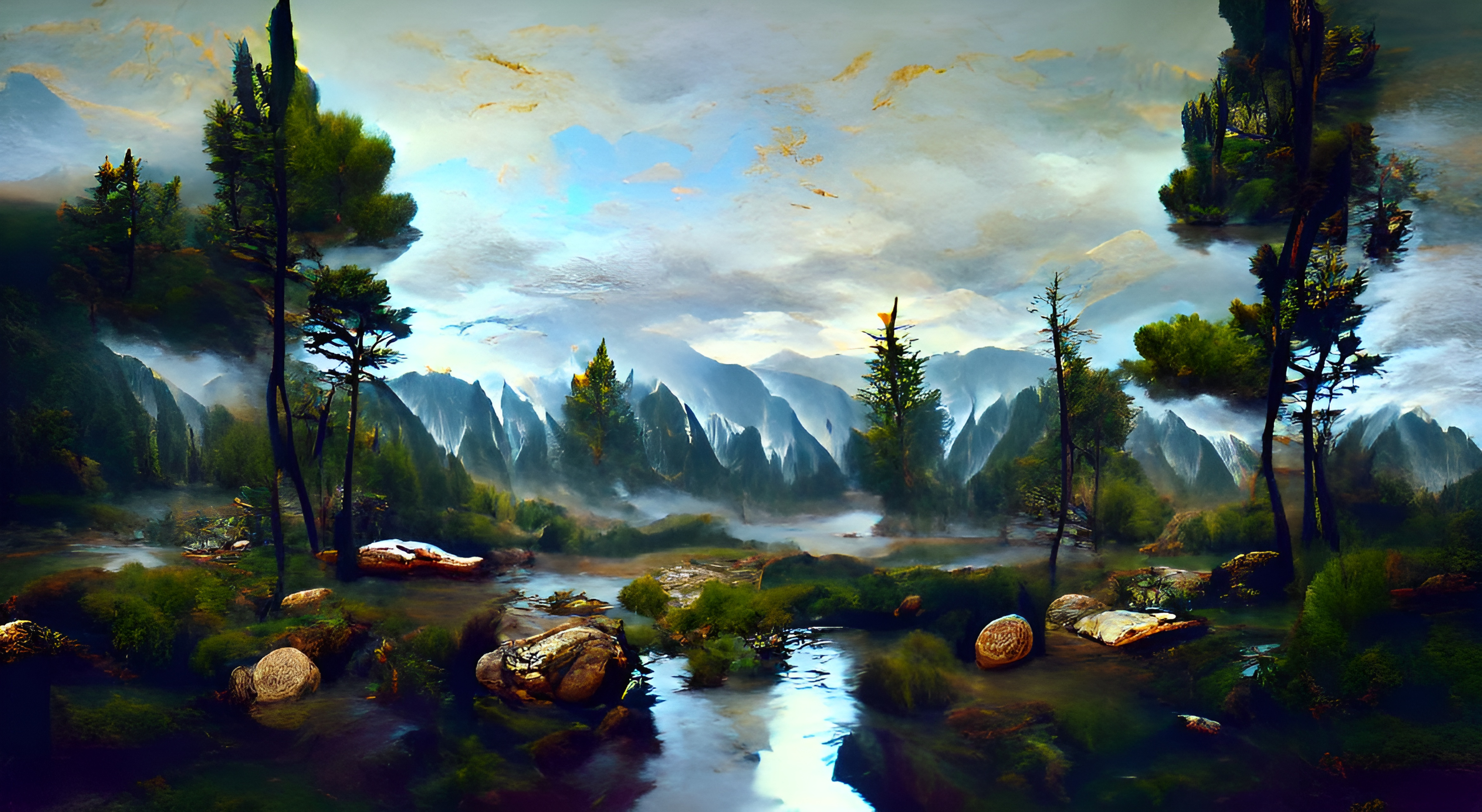
Exemplo de imagem feita com VQGAN+CLIP (NightCafe Studio).

As GAN foram projetadas em 2014. Esse sistema usa um "gerador" para criar novas imagens e um "discriminador" para decidir quais imagens criadas são consideradas bem-sucedidas. O DeepDream, lançado pelo Google em 2015, usa uma rede neural convolucional para encontrar e aprimorar padrões em imagens por meio de pareidolia algorítmica, criando assim imagens deliberadamente superprocessadas. Após o lançamento do DeepDream, várias empresas lançaram aplicativos que transformam fotos em imagens artísticas com o estilo de conjuntos de pinturas conhecidas. O site Artbreeder, lançado em 2018, usa os modelos StyleGAN e BigGAN para permitir que os usuários gerem e modifiquem imagens como rostos, paisagens e pinturas.
Vários programas usam modelos de texto para imagem para gerar uma variedade de imagens com base em várias solicitações de texto. Eles incluem o VQGAN+CLIP, lançado em 2021, o DALL-E da OpenAI, que lançou uma série de imagens em janeiro de 2021, o Imagen e o Parti do Google Brain, anunciados em maio de 2022, o NUWA-Infinity da Microsoft, e o Stable Diffusion, lançado em agosto de 2022. A Stability.ai tem uma interface da web do Stable Diffusion chamada DreamStudio. O Stable Diffusion é um software de código-fonte disponível, permitindo desenvolvimento adicional, como plug-ins para Krita, Photoshop, Blender e GIMP, bem como a interface de usuário de código aberto baseada na Automatic1111.
Existem muitos outros programas de geração de arte de IA, incluindo aplicativos móveis simples voltados para o consumidor e notebooks Jupyter que exigem GPU poderosas para serem executados com eficiência.

#### Impacto e aplicações
A exposição "Thinking Machines: Art and Design in the Computer Age, 1959-1989" no MoMA apresentou uma visão geral dos aplicativos de IA para arte, arquitetura e design. As exposições que mostram o uso da IA para produzir arte incluem o benefício e o leilão patrocinados pelo Google em 2016 na Gray Area Foundation em São Francisco, onde os artistas fizeram experimentos com o algoritmo DeepDream e a exposição de 2017 "Unhuman: Art in the Age of AI", realizada em Los Angeles e Frankfurt. Na primavera de 2018, a Association for Computing Machinery dedicou uma edição da revista ao tema de computadores e arte. Em junho de 2018, "Duet for Human and Machine", uma obra de arte que permite que os espectadores interajam com uma inteligência artificial, estreou no Beall Center for Art + Technology. O austríaco Ars Electronica e o Museu de Artes Aplicadas de Viena abriram exposições sobre IA em 2019. O festival de 2019 da Ars Electronica, "Out of the box", explorou o papel da arte em uma transformação social sustentável.
Exemplos desse aumento podem incluir, por exemplo, permitir a expansão de gêneros de nicho não comerciais (exemplos comuns são os derivados do cyberpunk, como o solarpunk) por amadores, entretenimento inovador, novas brincadeiras imaginativas para a infância, prototipagem muito rápida, aumento da acessibilidade à criação de arte e produção artística por esforço e/ou despesas e/ou tempo - por exemplo, por meio da geração de rascunhos, inspirações, definições de rascunho e componentes de imagem (Inpainting).
A mídia sintética, que inclui a arte de IA, foi descrita em 2022 como uma grande tendência impulsionada pela tecnologia que afetará os negócios nos próximos anos.

#### Engenharia de comandos de entrada e de compartilhamento
Os comandos de entrada (prompts) para alguns modelos de texto para imagem também podem incluir imagens e palavras-chave e parâmetros configuráveis, como estilo artístico, que é frequentemente usado por meio de frases-chave como "no estilo de (nome de um artista)" no prompt e/ou seleção de um estilo estético/artístico amplo. Existem plataformas para compartilhar, negociar, pesquisar, forjar/refinar e/ou colaborar em prompts para a geração de imagens específicas a partir de geradores de imagens Os prompts são frequentemente compartilhados junto com imagens em sites de compartilhamento de imagens, como o Reddit, e sites dedicados à prompts de IA. Eles não são a entrada completa ou os detalhes usados para a geração de imagens.

#### Desenvolvimento
Funcionalidades adicionais estão em desenvolvimento e podem aprimorar vários aplicativos ou possibilitar novos aplicativos, como a "Inversão Textual", que se refere à habilitação do uso de conceitos fornecidos pelo usuário (como um objeto ou um estilo) aprendidos a partir de poucas imagens. Com a inversão textual, uma nova arte personalizada pode ser gerada a partir da(s) palavra(s) associada(s) (as palavras-chave que foram atribuídas ao conceito aprendido, muitas vezes abstrato) e extensões de modelo/ajuste fino (consulte também: DreamBooth).
As imagens geradas são, às vezes, usadas como esboços ou experimentos de baixo custo ou ilustração de ideias em estágio de prova de conceito - funcionalidades ou aprimoramentos adicionais também podem estar relacionados à edição manual pós-geração (polimento ou uso artístico) de arte baseada em comandos de entrada (como ajustes subsequentes com um editor de imagens). No caso do Stable Diffusion, o modelo principal pré-treinado é compartilhado no Hugging Face Hub.

## Análise da arte existente usando IA
Além da criação de arte original, métodos de pesquisa que utilizam IA foram gerados para analisar quantitativamente coleções de arte digital. Isso foi possível graças à digitalização em grande escala de obras de arte nas últimas décadas. Embora o principal objetivo da digitalização fosse permitir a acessibilidade e a exploração dessas coleções, o uso da IA para analisá-las trouxe novas perspectivas de pesquisa.
Dois métodos computacionais, close reading (leitura próxima) e distant viewing (visualização distante), são as abordagens típicas usadas para analisar arte digitalizada. O close reading concentra-se em aspectos visuais específicos de uma peça. Algumas tarefas realizadas por máquinas em métodos de close reading incluem autenticação computacional de artistas e análise de pinceladas ou propriedades de textura. Por outro lado, por meio de métodos de distant viewing, a similaridade em uma coleção inteira para um recurso específico pode ser visualizada estatisticamente. Tarefas comuns relacionadas a esse método incluem classificação automática, detecção de objetos, tarefas multimodais, descoberta de conhecimento em história da arte e estética computacional. Enquanto a distant viewing inclui a análise de grandes coleções, a close reading envolve uma única obra de arte.
Os pesquisadores também introduziram modelos que preveem respostas emocionais à arte, como o ArtEmis, um conjunto de dados em grande escala com modelos de aprendizado de máquina que contêm reações emocionais à arte visual, bem como previsões de emoções a partir de imagens ou textos.
De acordo com CETINIC e SHE (2022), o uso da IA para analisar coleções de arte já existentes pode oferecer novas perspectivas sobre o desenvolvimento de estilos artísticos e a identificação de influências artísticas. O estudo assistido por IA da arte existente também pode ajudar na organização de exposições de arte e apoiar o processo de tomada de decisão de curadores e historiadores de arte.
Os programas de IA podem gerar automaticamente novas imagens de obras de arte semelhantes às aprendidas com a amostra. Os seres humanos só precisam fazer a entrada de dados, discriminar a saída e automatizar a geração específica. A combinação de mecanismos de IA e mecanismos de criação de arte humana permite que a IA produza obras.

## Vendas
Uma venda de leilão de uma Pintura de retrato feita por de inteligência artificial foi realizada na casa leiloeira Christie's em Nova Iorque em 2018, onde a obra de arte de IA "Edmond de Belamy" foi vendida por US$ 432.500, quase 45 vezes mais do que sua estimativa de US$ 7.000 a US$ 10.000. A obra de arte foi criada por Obvious, um coletivo com sede em Paris.

## Críticas, questões e controvérsias

### Direitos autorais
Desde que os artistas começaram a usar a IA para criar arte no século XX, o uso da arte gerada por IA provocou vários debates. Na década de 2020, alguns desses debates diziam respeito ao fato de a arte com IA poder ou não ser definida como arte e ao impacto que ela terá sobre os artistas.
Em 1985, a professora de direito de propriedade intelectual Pamela Samuelson considerou as questões legais relacionadas à autoria da arte da IA no que diz respeito aos direitos autorais: "quem detém os direitos autorais quando a obra de arte foi criada por inteligência artificial?". No artigo, "Allocating Ownership Rights in Computer-Generated Works" (Alocação de direitos de propriedade em obras geradas por computador), Samuelson argumentou que os direitos deveriam ser alocados ao usuário do programa gerador. Em resposta à mesma pergunta, um artigo da Florida Law Review de 2019 apresentou três opções possíveis. Primeiro, a própria IA se torna a proprietária dos direitos autorais. Para fazer isso, a Seção 101 da Lei de Direitos Autorais precisaria ser alterada para definir "autor" como uma pessoa física ou um computador. Segundo, seguindo o argumento de Samuelson, o usuário, o programador ou a empresa de inteligência artificial é o proprietário dos direitos autorais. Isso seria uma expansão da doutrina de "trabalho por encomenda", segundo a qual a propriedade de um direito autoral é transferida para o "empregador". Por fim, ninguém se torna proprietário dos direitos autorais, e a obra entraria automaticamente em domínio público. O argumento aqui é que, pelo fato de nenhuma pessoa ter "criado" a obra de arte, ninguém deveria ser o proprietário dos direitos autorais.
Em 2022, coincidindo com o aumento da disponibilidade de serviços de geração de imagens de IA para o consumidor, renovou-se a discussão popular sobre a legalidade e a ética da arte gerada por IA. Um problema específico é o uso de arte protegida por direitos autorais em conjuntos de dados de treinamento de IA: em setembro de 2022, Reema Selhi, da Design and Artists Copyright Society, declarou que "não há salvaguardas para que os artistas possam identificar trabalhos em bancos de dados que estão sendo usados e optar por sair". Alguns alegaram que as imagens geradas por esses modelos podem ter uma semelhança estranha com obras de arte existentes, às vezes incluindo restos da assinatura do artista original. Essa discussão chegou ao auge em dezembro, quando os usuários da plataforma de portfólio ArtStation realizaram um protesto on-line contra o uso não consensual de suas obras de arte em conjuntos de dados: isso resultou em serviços de exclusão, como o "Have I Been Trained?", bem como algumas plataformas de arte on-line prometendo oferecer suas próprias opções de exclusão. De acordo com o Escritório de Direitos Autorais dos EUA, os programas de inteligência artificial não podem deter direitos autorais.
Em janeiro de 2023, três artistas - Sarah Andersen, Kelly McKernan e Karla Ortiz - entraram com um processo de violação de direitos autorais contra a Stability AI, Midjourney e DeviantArt, alegando que essas empresas violaram os direitos de milhões de artistas ao treinar ferramentas de IA em cinco bilhões de imagens extraídas da web sem o consentimento dos artistas originais. No mesmo mês, a Stability AI também foi processada pela Getty Images por usar suas imagens nos dados de treinamento.

### Preocupações com o impacto sobre os artistas

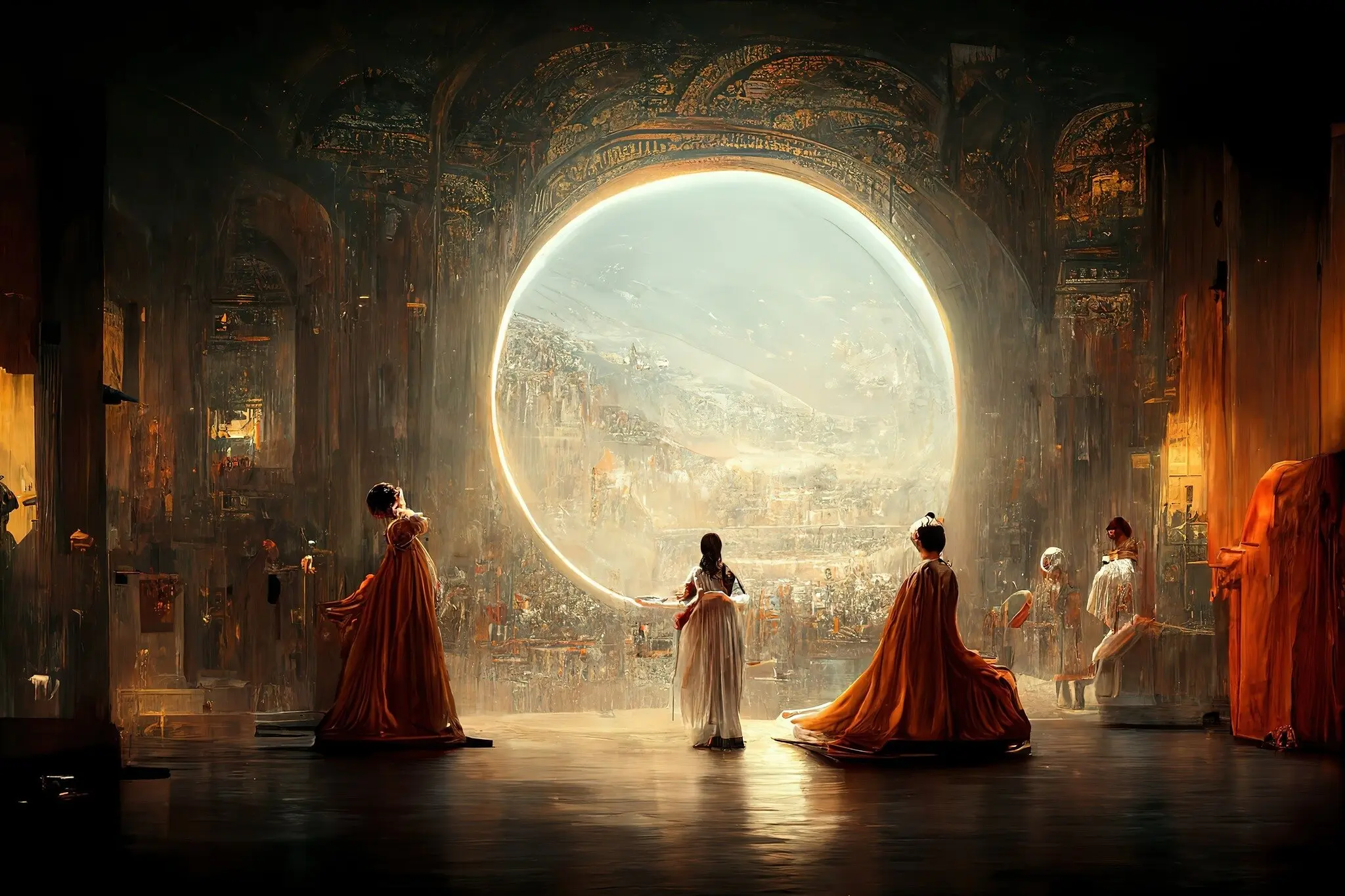
Théâtre d'Opéra Spatial, uma imagem gerada pela Midjourney que venceu um concurso de arte digital em 2022.

Alguns artistas em 2022 levantaram preocupações sobre o impacto que os geradores de imagens com IA poderiam ter em sua capacidade de ganhar dinheiro, principalmente se as imagens com IA forem usadas para substituir artistas que trabalham com ilustração e design. Em agosto de 2022, uma ilustração com IA de texto para imagem intitulada Théâtre d'Opéra Spatial ganhou o prêmio de US$ 300 em primeiro lugar em uma competição de arte digital na Colorado State Fair.
O artista digital R. J. Palmer disse em agosto de 2022 que "eu poderia facilmente imaginar um cenário em que, usando IA, um único artista ou diretor de arte poderia tomar o lugar de 5 a 10 artistas iniciantes... Vi muitos autores autopublicados e outros dizerem como será ótimo não precisar contratar um artista", acrescentando que "fazer esse tipo de trabalho para pequenos criadores é como muitos de nós começamos como artistas profissionais". O artista digital polonês Greg Rutkowski disse em setembro de 2022 que "isso está começando a parecer uma ameaça às nossas carreiras", acrescentando que ficou mais difícil pesquisar seu trabalho on-line porque muitas das imagens retornadas pelos mecanismos de pesquisa são geradas por IA que foi solicitada a imitar seu estilo.

### Decepção
O vencedor de 2023 da categoria "criativo aberto" no Sony World Photography Awards, Boris Eldagsen, revelou após vencer que sua inscrição foi, na verdade, gerada por inteligência artificial. O fotógrafo Feroz Khan comentou com a BBC que Eldagsen havia "mostrado claramente que até mesmo fotógrafos experientes e especialistas em arte podem ser enganados". Concursos menores também foram afetados; em 2023, um concurso chamado "Self-Published Fantasy Blog-Off cover contest", realizado pelo autor Mark Lawrence, foi cancelado depois que a inscrição vencedora foi supostamente exposta como uma colagem de imagens geradas pela Midjourney.
Questões mais amplas vão além do mundo da arte. Assim como ocorreu com outros tipos de manipulação de fotos desde o início do século XIX, algumas pessoas no início do século XXI se preocuparam com o fato de que a IA poderia ser usada para criar conteúdo enganoso, conhecido como "deepfakes".

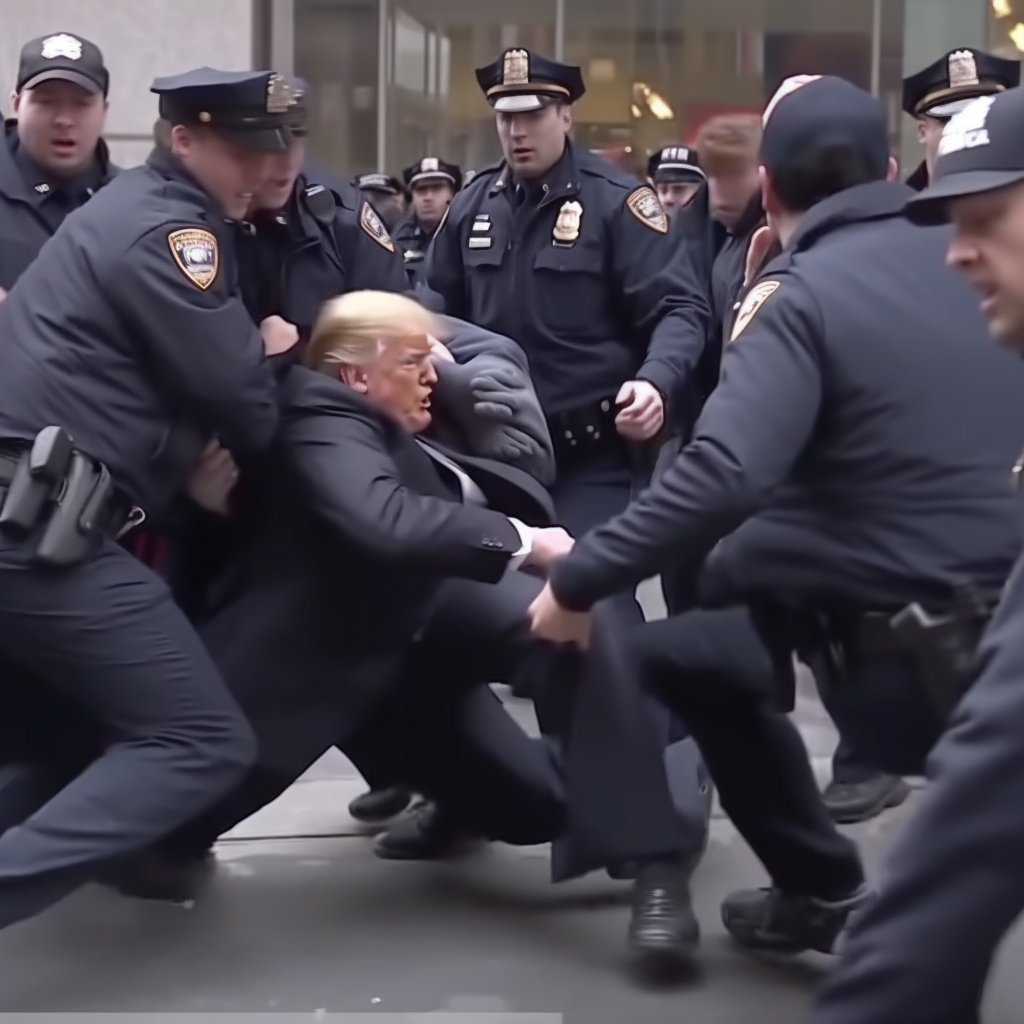
Uma imagem criada por Midjourney de Donald Trump sendo preso que se tornou viral em março de 2023.

Em março de 2023, uma imagem gerada por Midjourney que retratava a prisão do ex-presidente dos Estados Unidos, Donald Trump, durante uma viagem ao exterior, circulou amplamente nas redes sociais e provocou diversas reações.
Em maio de 2023, foi dada ampla atenção a uma foto gerada pela Midjourney do Papa Francisco vestindo um casaco branco e outra mostrando a prisão fictícia de Donald Trump, e uma imagem gerada por IA de um ataque ao Pentágono se tornou viral como uma notícia falsa no Twitter.